# رالیارت

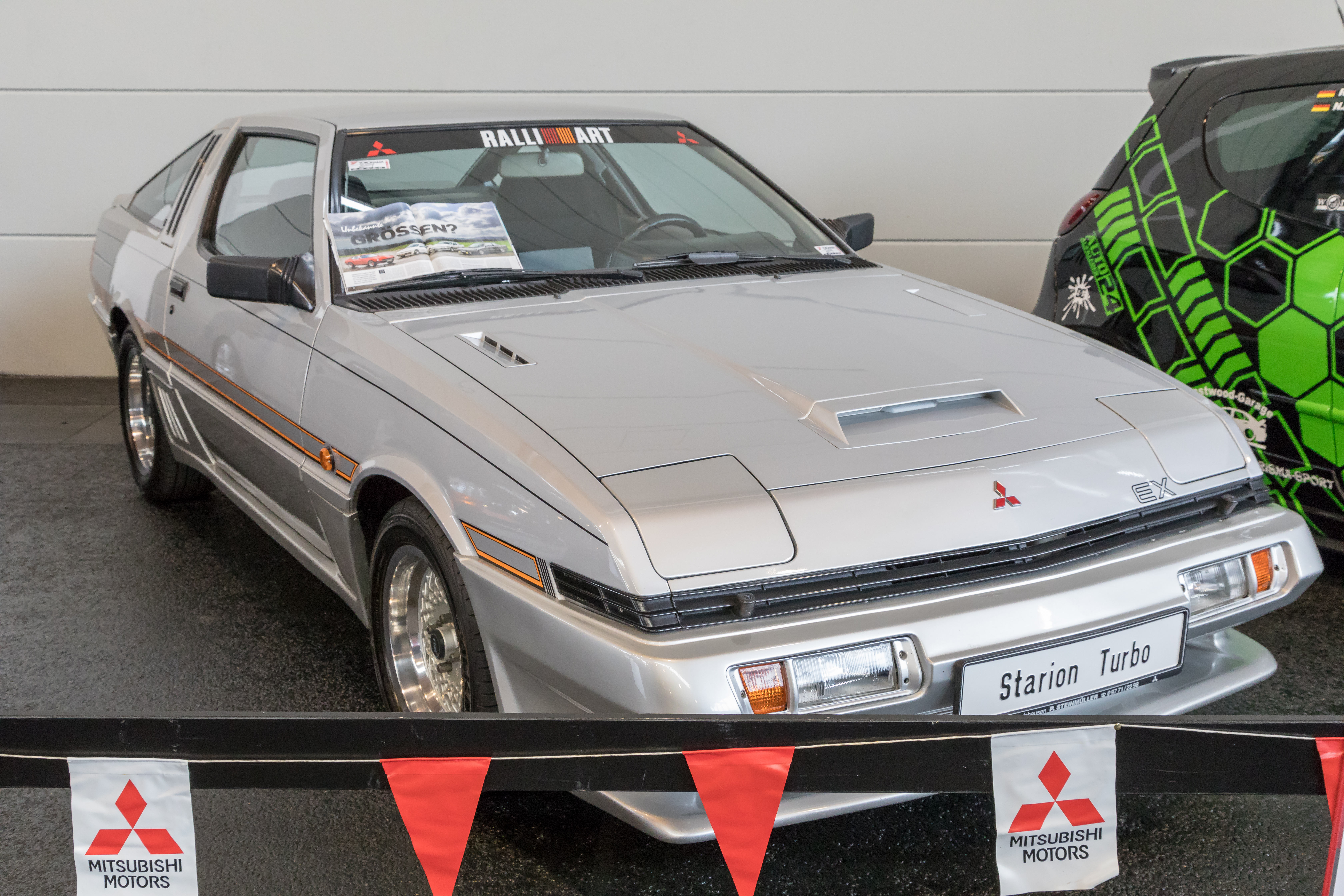
میتسوبیشی سترون، تقویت‌شده توسط رالیارت

رالیارت (انگلیسی: Ralliart) شرکت مهندسی خودروی ژاپنی است، که در سال ۱۹۸۴ تأسیس شد.